# Hjärtats röst (1930)
Hjärtats röst är en svensk film från 1930 i regi av Rune Carlsten.

## Om filmen
Filmen premiärvisades 26 november 1930 på China i Stockholm. Den spelades in vid Les Studios Paramount i Joinville utanför Paris. Som förlaga har man Alden Arthur Knipes roman Sarah and Son. Romanen filmades i USA under originaltiteln 1930 i regi av Dorothy Arzner. Samtidigt med inspelningen av den svenska versionen i Joinville användes dekorerna till en polsk version med titeln Za głosem serca.

## Rollista
- Margit Manstad – Birgit Storm
- Ragnar Billberg – Jim Grey, varietéartist
- Richard Lund – Stanley Vanning
- Ivan Hedqvist – Cyril Brown
- Mathias Taube – John Ashmore
- Jessie Wessel – Mrs. Ashmore
- Leopold Rosensohn – Bobby
- Stellan Windrow – Wells
- Helga Fredriksson – Sally
- Inger de Friis – Ashmores jungfru